# Хаава, Анна
А́нна Ха́ава (настоящее имя Анна-Розалия Осиповна Ха́авакиви, эст. Anna Rosalie Haavakivi, 15 октября 1864 — 13 марта 1957) — эстонская поэтесса и переводчица, Народный писатель Эстонской ССР.

## Биография
Родилась на хуторе Хаавакиви в Тартуском уезде (Причудье, Кодавере) в семье крестьянина. Отец происходил из крестьянской интеллигенции, поэтому в доме всегда читались книги и газеты. Также отец играл на скрипке, под аккомпанемент которой Анна частенько пела, участвовал в собраниях театрального общества «Ванемуйне» (эст. «Vanemuine») и был членом Тартуского сельскохозяйственного общества.
Когда Анне было 5 лет, её семья доверила свои сбережения родственнику, для того, чтобы он выкупил хутор у хозяина, но тот записал его на своё имя, что обрекло семейный дом Анны на разорение. Но несмотря на это Анна получила хорошее образование: сначала училась в частной немецкой начальной школе, где она носила немецкую фамилию Эспенштейн, но при получении диплома она настояла на возвращении ей фамилии по рождению — Хаавакиви. Затем, в 1880—1884 годах она училась в Тартуской высшей женской школе (эст. Tartu Kõrgem Tütarlastekool), по окончании которой получила единственно доступное высшее образование для эстонской женщины — диплом домашнего учителя.
Свою первую и единственную любовь Анна встретила в народном хоре, это был студент богословского факультета Тартуского университета. Но вскоре в 1889 году умирают её отец, мать, сестра и возлюбленный.

В 1892—1894 годах Анна лечилась в различных больницах в Германии, затем по 1899 год работала учительницей на дому и сестрой милосердия в Петербурге и других городах России, затем была экономкой в доме у брата Хаавакиви. После болезни переехала в Тарту (1909), где прожила до конца жизни.

В 1920 году Анну настиг паралич, но болезнь не сломила её. Признание пришло на закате жизни и к 75-летию город Тарту подарил ей квартиру. Умерла на 93-м году жизни, похоронена на тартуском кладбище Раади.

## Награды
- орден «Знак Почёта» (30.12.1956)
- Народный писатель Эстонской ССР

## Творчество
Первые стихи появились в газетах в 1886 году. Кроме поэзии у Анны Хаавы есть также проза «Маленькие картинки из Эстонии» (эст. «Väikesed pildid Eestist» 1911) и составленный ею сборник афоризмов «Горсть правды» (эст. «Peotäis tõtt» 1900). Также она занималась переводом классиков, таких как Шекспир («Сон в летнюю ночь»), Гёте («Эгмонт»), Шиллер («Вильгельм Телль»), Андерсен, что было её основным доходом. С 1906 года становится свободным писателем и её собственные стихотворения переводились на русский, финский, венгерский, немецкий, эсперанто и другие языки.

Сборники:

«Стихотворения I» (эст. «Luuletused I») 1888

«Стихотворения II» (эст. «Luuletused II») 1890

«Стихотворения III» (эст. «Luuletused III») 1897

«Волны» (эст. «Lained») 1906

«С мечем и крестом» (эст. «Ristlained») 1910

«Дети севера» (эст. «Põhjamaa lapsed») 1913

«Мы» (эст. «Meie päevist») 1920

«А все-таки жизнь хороша» (эст. «Siiski on elu ilus») 1930

«Я эстонскую песню пою» (эст. «Laulan oma eestilaulu») 1935

Основной темой её поэзии во все времена была любовь. О ней Анна писала искренне, интимно, тоскуя о красоте и гармонии в окружающей жизни («Могу», «Один лишь раз любовь бывает»).

Вторая центральная тема её стихов — осуждение социальной несправедливости («Мы», «С дороги», в стихах на исторические темы проскальзывают аллюзии с современностью («С мечом и крестом»).

Музыкальность стихов Анны вызвала появление множества песен на её слова.

## Источник
- «Кто есть Кто в культуре Эстонии», состав и подготовка текста «Авенариус» 1996 г.
- https://web.archive.org/web/20080508171200/http://www.las-flores.ru/estonia/history/estonia-great-people-haava.html